# Brygada 1918
BRYGADA 1918 – zdigitalizowana wersja kroju pisma Brygada zaprojektowanego ok. 1928 roku, prawdopodobnie przez polskiego grafika i typografa Adama Półtawskiego na 10-lecie odzyskania niepodległości Polski. Po latach zapomnienia została odkryta wśród zbiorów Muzeum Książki Artystycznej w Łodzi przez Janusza Tryzno, zrekonstruowana przez zespół projektantów w składzie Mateusz Machalski, Borys Kosmynka, Przemysław Hoffer i udostępniona dzięki środkom przyznanym przez Biuro Programu „Niepodległa”.

## Historia
W 2016 roku w Muzeum Książki Artystycznej porządkowano zbiory matryc przejęte z Odlewni Czcionek w Warszawie przy ul. Rejtana 16. Prowadzący muzeum Janusz Tryzno natrafił na dużych rozmiarów, starannie zapakowany zespół czcionek podpisany „Brygada”. Zbiór, kompletny drukarsko, zawierał trzy odmiany: antykwę, półgrubą i kursywę w dziewięciu stopniach: 6, 8, 10, 12, 16, 20, 24, 28, 36 punktów typograficznych. Każda z fizycznych odmian fontu posiadała około 120 matryc. Oprócz podstawowych znaków zawierały one znaki polskie, podstawowe europejskie znaki diakrytyczne, znaki interpunkcyjne i zestaw cyfr. Po analizie stwierdzono, że czcionka nie była dotąd znana. W 2017 roku zwrócono się do biura Programu „Niepodległa” z prośbą o przyznanie grantu na wykonanie ekspertyzy, a w dalszej kolejności cyfrowe opracowanie kroju. Przeprowadzono analizy porównawcze matryc z innymi krojami pisma, a także poddano analizie archiwalia. Ustalone zostało, że czcionka pochodzi z okresu II Rzeczypospolitej, powstała prawdopodobnie około 1928 roku w związku z 10-leciem Niepodległości Polski, w odlewni Idźkowski i S-ka. 
Następnie przystąpiono do prac nad cyfrową rekonstrukcją kroju pisma. Zespół w składzie: Mateusz Machalski, Borys Kosmynka i Przemysław Hoffer w pierwszej kolejności sfotografował za pomocą aparatu fotograficznego i specjalnego mikroskopu metalowe formy. Następnie projektanci krojów odwzorowali wyjściowy rysunek liter. W wersji cyfrowej poszerzono zestaw oryginalnych znaków. Krój przygotowano w 6 odmianach: regular, semibold i bold w wersji standardowej i kursywie. Poszerzono także zestaw znaków diakrytycznych, dodano kapitaliki, znaki indeksu dolnego i górnego, dodatkowe warianty cyfr (nautyczne oraz odpowiadające tabelaryczne), ułamki, znaki matematyczne, muzyczne i ornamenty. Po ukończeniu prac każda z sześciu odmian posiada ponad 600 glifów.

## Udostępnienie i użycie
29 maja 2018 roku miała miejsce uroczysta prezentacja odnalezionej czcionki w Pałacu Prezydenckim w obecności prezydenta RP Andrzeja Dudy. Prezydent Andrzej Duda zapowiedział, że czcionka BRYGADA 1918 będzie stosowana w Kancelarii Prezydenta do drukowania dyplomów i oficjalnych druków.